# Chiesa di Santa Maria Assunta (Corte Franca)
La chiesa di Santa Maria Assunta è la parrocchiale di Colombaro, frazione del comune sparso di Corte Franca, in provincia e diocesi di Brescia; fa parte della zona pastorale del Sebino.

## Storia
All'inizio del Settecento l'antica chiesa di Santa Maria di Zenighe, distante dal borgo, si rivelò ormai insufficiente a soddisfare le esigenze dei fedeli, cosicché si decise di erigere una nuova parrocchiale in paese, lì dove sorgeva una cappella intitolata a san Vittore.

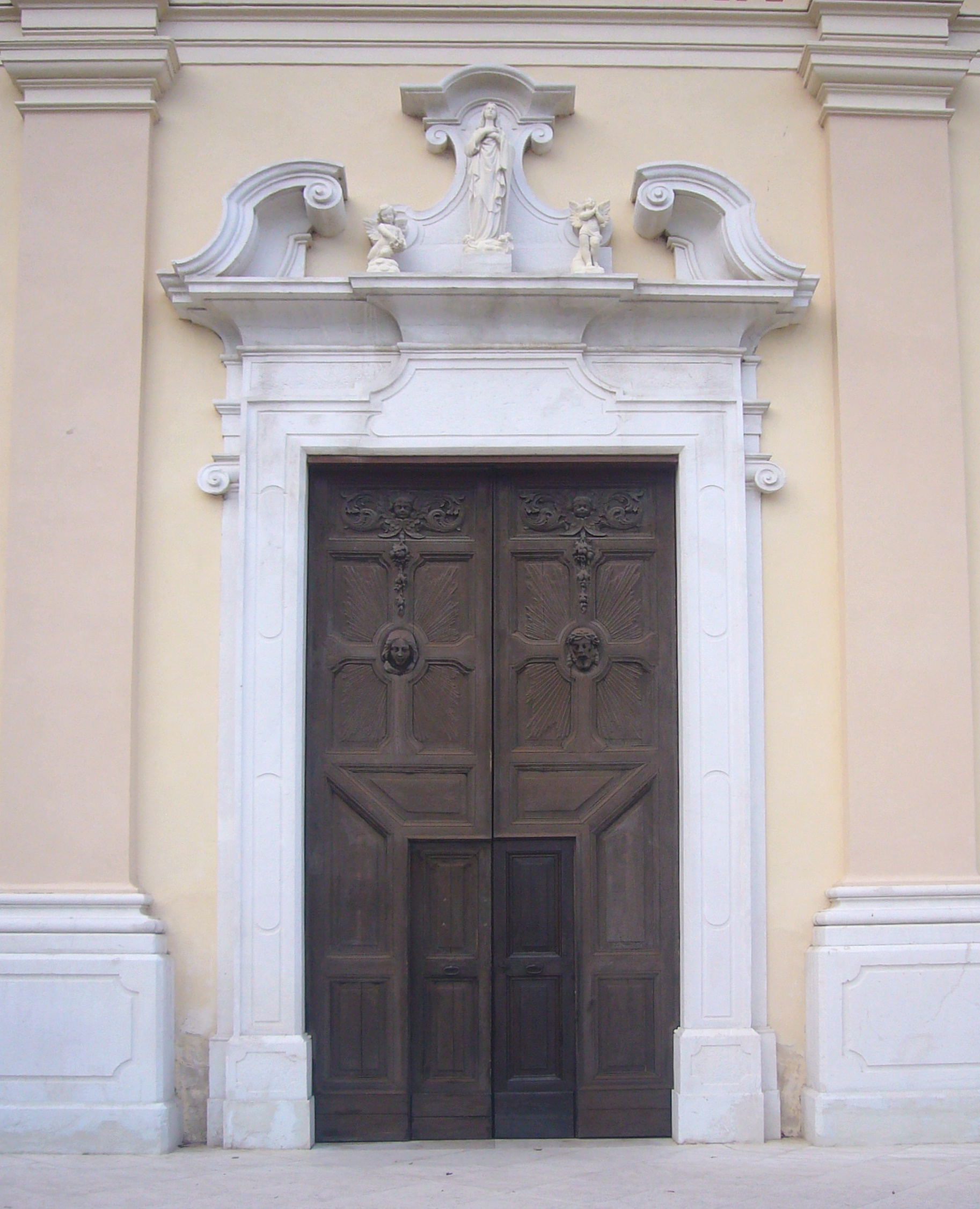
Il portale d'ingresso

L'edificio, costruito intorno al 1710, venne aperto al culto nel 1720 e consacrato nel 1734.
Nel 1910 si procedette al restauro della facciata e tra il 1913 e il 1914 furono eseguite dal coccagliese Francesco Angelo Rubagotti le decorazioni dell'interno della chiesa; nel 1955 venne condotta la ristrutturazione delle coperture e nel 1959 si provvide a posare il nuovo pavimento.
La facciata fu nuovamente interessata da un restauro nel 1961 e, nella seconda metà di quel decennio, venne condotto l'adeguamento liturgico secondo le norme postconciliari mediante l'aggiunta dell'altare rivolto verso l'assemblea.
Nel 1979 le decorazioni della chiesa vennero rimesse a nuovo dal trescorese Costante Belotti e nel 2003 l'edificio fu interamente restaurato.

## Descrizione

### Esterno

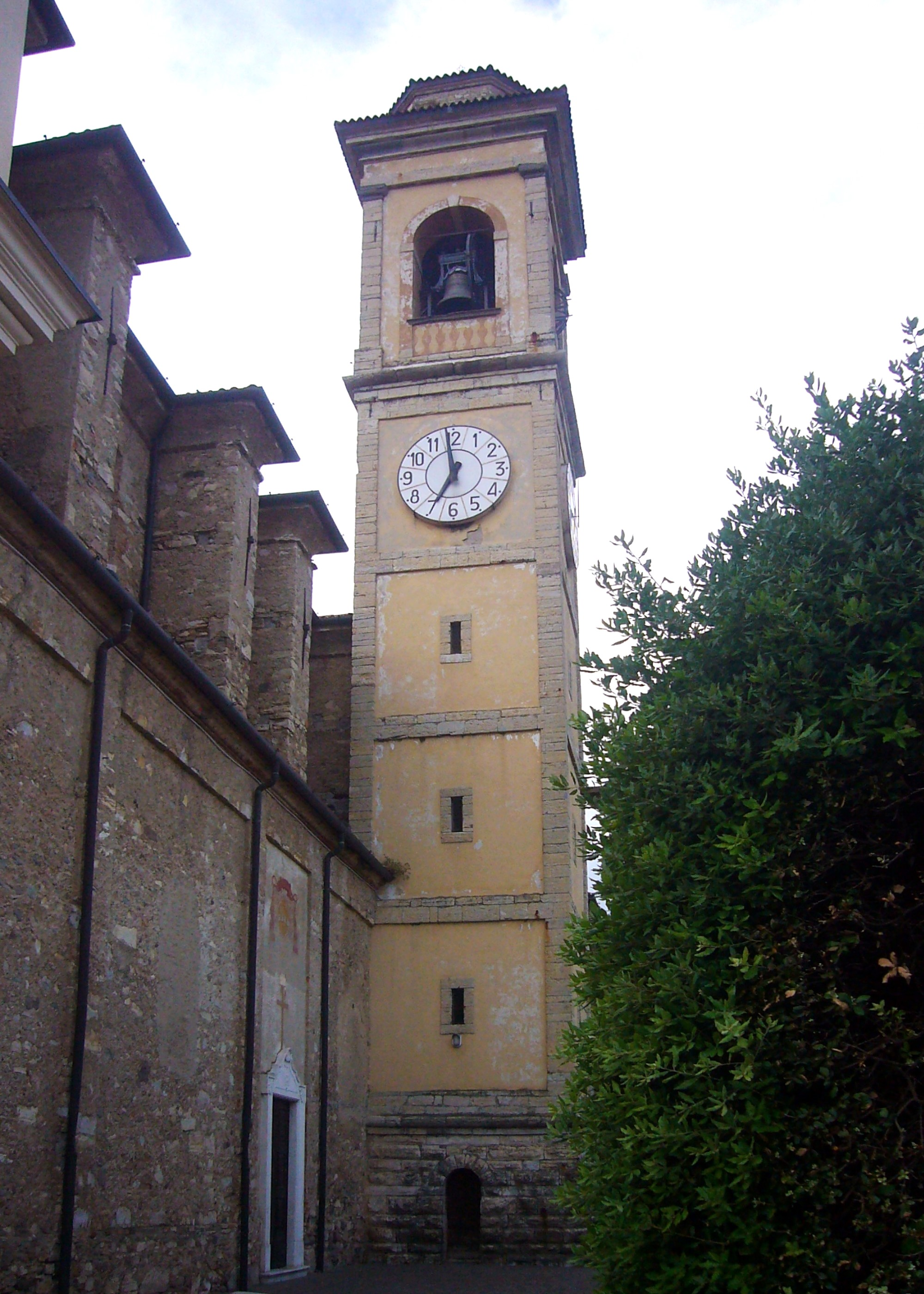
Il campanile

La facciata della chiesa, rivolta a meridione e caratterizzata da un'alta zoccolaura marmorea, è suddivisa da una cornice marcapiano modanata in due registri, entrambi tripartiti da quattro lesene tuscaniche, mentre quello inferiore presenta centralmente il portale d'ingresso e due pannelli con ritratti di santi, mentre quello superiore, coronato dal timpano triangolare con l'affresco raffigurante Dio Padre, è caratterizzato da una finestra e da due ulteriori sacre raffigurazioni. Il portale in marmo bianco ospita la piccola statua della Madonna Assunta con a fianco due piccoli angeli sempre in marmo. Superiore vi è la scritta “MARIÆ ASSVMPTÆ”. La facciata si presenta a vela, di altezza superiore rispetto all'edificio.
Annesso alla parrocchiale è il campanile con i contorni in pietra a base quadrata, la cui cella presenta su ogni lato una monofora a tutto sesto ed è coperta dal tamburo sorreggente il tetto a otto falde.

### Interno
L'interno dell'edificio si compone di un'unica navata, sulla quale si affacciano le cappelle laterali introdotte da archi a tutto sesto e le cui pareti sono scandite da lesene sorreggenti la trabeazione modanata e aggettante sopra la quale si imposta la volta; al termine dell'aula si sviluppa il presbiterio, rialzato di alcuni gradini e chiuso dall'abside di forma semicircolare.
Qui sono conservate diverse opere di pregio, tra le quali la tela con soggetto la Cena di Emmaus, dipinta nel 1751 da Antonio Paglia, una pala seicentesca firmata da Giuseppe Tortelli e la soasa dell'altare della Madonna del Carmine, attribuita a Gaspare Bianchi.